# Txetsa
Txetsa (en rus: Чеца) és un poble de l'óblast d'Arkhànguelsk, a Rússia, segons el cens del 2010 no tenia cap habitant.